# 汪彬
汪彬（1467年—？），字學之，直隸徽州府祁門縣人，民籍，明朝政治人物。

## 生平
弘治十四年辛酉科應天府鄉試第一百二十七名舉人。弘治十五年（1502年）中式壬戌科會試第一百四十八名，二甲第六十二名進士。正德九年（1514年）任廣西南寧府知府。

## 家族
曾祖汪仕政；祖父汪輿；父汪傑，母葉氏。慈侍下。兄桓。弟杲。